# シドネイ・ドス・レイス・マリアーノ
シドネイ（Sidnei）こと、シドネイ・ドス・レイス・マリアーノ（Sidnei dos Reis Mariano 、1986年2月23日 - ）は、カーボベルデ・プライア出身の元プロサッカー選手。現役時代のポジションは、ミッドフィールダー（セントラルミッドフィールダー）。